# Igreja de Santa Quitéria

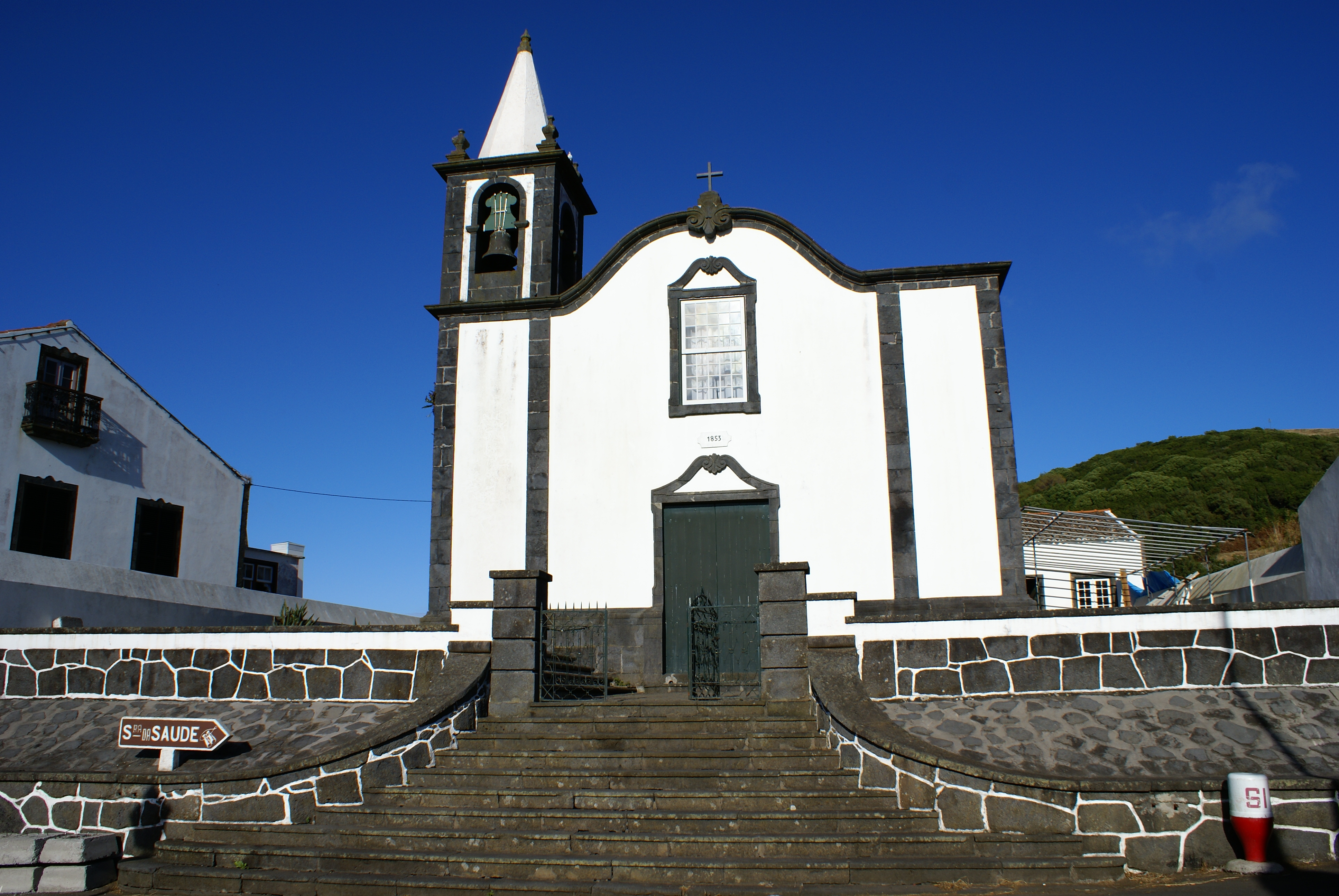
Igreja de Santa Quitéria, Fonte do Mato.

A Igreja de Santa Quitéria, também referida como Ermida de Santa Quitéria e, popularmente, como Igreja de Nossa Senhora do Livramento, localiza-se no lugar da Fonte do Mato, a meio do caminho que o liga ao de Nossa Senhora da Saúde, na freguesia da Vila da Praia, concelho de Santa Cruz da Graciosa, na ilha Graciosa, nos Açores.

## História
Remonta a um primitivo templo erguido por Sebastião d'Eiró Conde. De pequenas dimensões e arruinado pelo tempo, foi substituído em meados do século XIX pelo atual, atendendo ainda à grande distância da Praia e da Luz.
O atual templo templo foi iniciado em 1853, por iniciativa do abastado proprietário graciosense Francisco de Sousa Machado. Embora pouco ou nada se saiba acerca de sua construção, do exame da sua fachada depreende-se que o projeto original compreendia uma segunda torre lateral que não chegou a ser elevada, possivelmente por falta de recursos.
Em 1954 a frente do templo beneficiou de importantes melhoramentos que a valorizaram. O adro e a escadaria de acesso foram reparados e ampliados, e ergueram-se os muros em estilo rústico.
O orago correto é Santa Quitéria. A imagem de Nossa Senhora do Livramento, oferecida como ex-voto pela tripulação da barca "Livramento", que uma tempestade arrastou da Vila da Praia até às costas do Algarve, milagrosamente sem perda de vidas, encontra-se num nicho lateral, tendo do lado oposto a imagem de Nossa Senhora do Rosário. A devoção à imagem da Senhora do Livramento está na origem da designação popular.
O local beneficiou da influência de António da Cunha Silveira de Bettencourt (1782-1873), 1º barão da Fonte do Mato, responsável pela canalização de água potável para o lugar e pelo arranjo do templo. Tem império do Divino Espírito Santo próprio.

## Características
Apresenta apreciáveis proporções.